# Kurhanî, Ostroh
Kurhanî (în ucraineană Кургани) este un sat în comuna Moșceanîțea din raionul Ostroh, regiunea Rivne, Ucraina.

## Demografie
Componența lingvistică a localității Kurhanî
     Ucraineană (100%)
Conform recensământului din 2001, toată populația localității Kurhanî era vorbitoare de ucraineană (100%).